# Hesperoptenus doriae
Hesperoptenus doriae is een zoogdier uit de familie van de gladneuzen (Vespertilionidae). De wetenschappelijke naam van de soort werd voor het eerst geldig gepubliceerd door Peters in 1868.